# Eudorcas rufifrons
Espèce
Synonymes
- Gazella rufifrons Gray, 1846[1],[2]

Statut de conservation UICN

 VU A2cd : Vulnérable
La Gazelle à front roux ou Korin (Eudorcas rufifrons) est une espèce d'antilope qui se rencontre dans le Sahel africain, du Sénégal à l'Éthiopie.

## Liste des sous-espèces
Selon Catalogue of Life (17 septembre 2017) :
- sous-espèce Eudorcas rufifrons albonotata (W. Rothschild, 1903).
- sous-espèce Eudorcas rufifrons kanuri (Schwarz, 1914).
- sous-espèce Eudorcas rufifrons laevipes (Sundevall, 1847).
- sous-espèce Eudorcas rufifrons rufifrons (Gray, 1846).
- sous-espèce Eudorcas rufifrons tilonura (Heuglin, 1869).